# اگزالتاسیون، ماموره
اگزالتاسیون (به اسپانیایی: Exaltación) یک منطقهٔ مسکونی در بولیوی است که در استان یاکوما واقع شده‌است.